# Viorica Dumitru
Viorica Dumitru   (Bucarest, 4 d'agost de 1946) és una piragüista d'aigües tranquil·les romanesa que va competir durant les dècades de 1960 i 1970.
El 1968 va prendre part en els Jocs Olímpics d'Estiu de Ciutat de Mèxic, on va disputar dues proves del programa de piragüisme. En el K-1, 500 metres guanyà la medalla de bronze, mentre en el K-2, 500 metres fou quarta. Quatre anys més tard, als Jocs de Munic, guanyà la medalla de bronze en la prova del K-2, 500 metres formant parella amb Maria Nichiforov.
En el seu palmarès també destaquen quatre medalles al Campionat del Món de piragüisme en aigües tranquil·les, una de plata i tres de bronze, entre les edicions del 1973 i 1974.